# USS Simon Bolivar (SSBN-641)
El USS Simon Bolivar (SSBN-641), fue un submarino balístico de la clase Benjamin Franklin, propiedad de la Armada de los Estados Unidos. Ha sido el único buque de la armada de ese país en ser bautizado con el nombre de Simón Bolívar.

## Historia
Su quilla fue comenzada el 17 de abril de 1963 por la compañía de defensa Northrop Grumman en su astillero de Newport News, Virginia, y fue botado el 22 de agosto de 1964. El USS Simon Bolivar fue bautizado por Mrs. Thomas C. Mann, y comisionado el 29 de octubre de 1965, con el comandante Charles H. Griffiths al mando de la tripulación azul, y el comandante Charles A. Orem comandando la dorada.
A finales de diciembre de 1965 y la mayor parte de enero de 1966, el submarino realizó operaciones de demostración y resistencia. La tripulación dorada disparó con éxito un misil Polaris A-3 mar afuera de las costas de Cabo Kennedy el 17 de enero, y la tripulación azul completó el lanzamiento de un misil dos semanas más tarde. En febrero, la tripulación dorada continuó realizando operaciones de resistencia en el mar Caribe. Al mes siguiente, su puerto de registro fue cambiado a Charleston, donde se corrigieron defectos menores durante un periodo de disponibilidad. Comenzando en abril, la tripulación azul preparó y condujo sus primeras patrullas con Polaris. La tripulación dorada entró en periodo de entrenamiento y más tarde condujo una segunda patrulla, terminando el año en estado de entrenamiento. El Simón Bolívar completó su tercera patrulla en enero de 1967, operando como unidad del Escuadrón de Submarinos # 18.
Esta rutina continuó hasta el 7 de febrero de 1971, cuando el submarino regresó a Newport News, Virginia, para reparaciones y conversión de sus armamento al sistema de misiles Poseidón.
El Simon Bolivar partió de Newport News el 12 de mayo de 1972 para operaciones post reparaciones y nuevo entrenamiento para las dos tripulaciones que duraron hasta el 16 de septiembre. A finales de 1972 el submarino estaba de nuevo de patrulla.
En octubre de 1974, el Simon Bolivar regresó a Charleston. La nave fue premiada con el Battle “E” para el año fiscal 1974 y también recibió el "Premio Providence Plantation" por su rol como submarino balístico más destacado de la flota del atlántico. El Simon Bolivar también recibió el Battle “E” en 1975 y 1976. En febrero de 1979, después de 40 patrullas, el Simón Bolívar entró el Astillero Naval de Portsmouth en Kittery, Maine, para reparaciones y conversión al sistema de misiles Trident C-4. Tras su finalización, regresó a Charleston en enero de 1981. Continuó patrullando mientras era repotenciado en la Base Naval Kings Bay en Kings Bay, Georgia, y recibió el Battle “E” en 1982. El submarino realizó el lanzamiento de misiles Trident en el verano de 1983.

## Desactivación
El Simon Bolivar fue dado de baja en septiembre de 1994 y borrado del Registro de Naves de la Armada el 8 de febrero de 1995.  El 1 de octubre de 1994, el submarino ingresó en el programa de reciclaje de barcos y submarinos nucleares de la armada en Bremerton, Washington, y finalmente fue desguazado el 1 de diciembre de 1995.